# FC 콜로스 크라스노다르
FC 콜로스 크라스노다르(러시아어: ФК «Колос» Краснодар)는 러시아 크라스노다르를 연고로 했던 축구 클럽으로 1996년 해체되었다.

## 선수 명단

### 역대
- 알렉세이 프루드니코프(1995)